# Дар-Надии
Дар-Надии (укр. Дар Надії; до 2025 года — Дар-Надежда) — село,
Дар-Надеждинский сельский совет,
Берестинский район,
Харьковская область, Украина.
Код КОАТУУ — 6324882001. Население по переписи 2001 года составляет 313 (136/177 м/ж) человек.
Является административным центром Дар-Надеждинского сельского совета, в который, кроме того, входят сёла
Гришевка,
Загаркушино,
Ивано-Слиньковка,
Максимовка и
Новобогдановка.

## Географическое положение
Село Дар Надии находится на берегу реки Богатая,
выше по течению на расстоянии в 1,5 км расположено село Чернолозка,
ниже по течению на расстоянии в 1,5 км расположены сёла Загаркушино и Новобогдановка.
Через село проходит автомобильная дорога Т-2109.

## История
- Село Дар-Надежда и его церковь Святого Николая Чудотворца упоминаются в конце 18-го века в метрических книгах Новомосковского уезда. В приход входили деревни Матвеевка, Доброивановка и др.

В 2025 году село переименовали с Дар-Надежда" на «Дар Надии».

## Экономика
- «Сад-Элита» — частный плодово-ягодный питомник.

## Объекты социальной сферы
- Больница.

## Достопримечательности
- Братская могила советских воинов. Похоронено 13 воинов.

## Известные уроженцы
- Яловой, Михаил Емельянович (1895—1937) — украинский советский писатель.